# Philipp Ludwig Wenzel von Sinzendorf
Philipp Ludwig Wenzel Graf von Sinzendorf-Neuburg (Vienna, 26 dicembre 1671 – Vienna, 8 febbraio 1742) è stato un nobile, politico e diplomatico austriaco. Figlio di Dorothea Elisabeth Principessa von Schleswig-Holstein-Sonderburg della Reale Casa Oldenburg figlia del Duca Filippo Luigi von Schleswig-Holstein-Sonderburg-Wiesenburg (discendente dai Re di Danimarca) 
Per quasi quarant'anni fu cancelliere di corte e responsabile degli affari esteri della monarchia asburgica sotto i regni di Giuseppe I, Carlo VI e Maria Teresa.

## Biografia

### I primi anni
Nato a Vienna, Philipp era figlio del barone Georg Ludwig von Sinzendorf, conte von Neuburg (1616–1681), membro di una famiglia nobile originaria dell'Alta Austria, e di sua moglie Dorothea Elizabeth Principessa von Holstein-Wiesenburg, figlia di Philip Ludwig duca von Schleswig-Holstein-Sonderburg-Wiesenburg (nato nel 1620 + 1689), Principe della Corona di Norvegia, Duca di Schleswig Holstein Sonderburg Wiesenburg, di Stormarn e del Dithmarschen, Conte a Oldenburg e Delmenhorst, Tenente Feldmaresciallo Imperiale, Consigliere Imperiale di Guerra. Suo padre era stato presidente della Hofkammer asburgica sotto l'imperatore Leopoldo I del Sacro Romano Impero. Dopo che però l'imperatore fece svolgere delle indagini che portarono alla luce delle irregolarità finanziarie, Georg Ludwig venne condannato al carcere a vita, ma sua moglie riuscì a far convertire la sentenza in arresti domiciliari in uno dei palazzi della famiglia. Philipp Ludwig, come secondogenito, era stato designato alla carriera ecclesiastica e per questo entrò nel capitolo della cattedrale di Colonia ancora giovanissimo.

### L'ascesa al potere

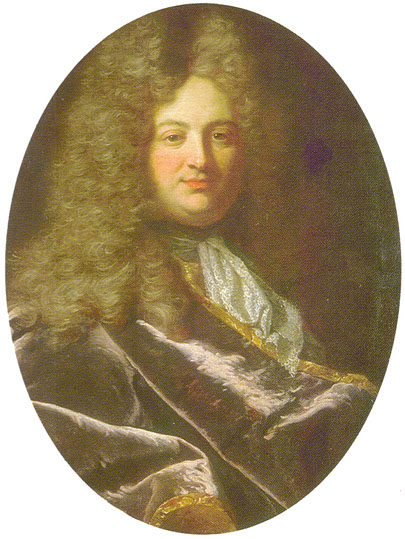
Philipp Ludwig Wenzel von Sinzendorf in un ritratto di Hyacinthe Rigaud del 1701

Dopo la morte di suo fratello maggiore nella battaglia di Mohacs del 1687, Philipp Ludwig ottenne di tornare allo stato secolare, abbandonando quindi la carriera ecclesiastica, preferendo intraprendere invece la carriera militare. L'imperatore lo notò e lo nominò nel 1694 suo tesoriere, carica che gli consentì di portare avanti anche numerose missioni diplomatiche.
Nel 1699, a soli 28 anni, venne nominato ambasciatore imperiale in Francia, presso la corte di Versailles. Dopo lo scoppio della Guerra di successione spagnola, venne costretto ad abbandonare la Francia. Nel 1701 venne nominato Consigliere Privato dell'Imperatore. Col futuro imperatore Giuseppe I prese parte all'assedio di Landau, uno dei più lunghi della guerra di successione spagnola. Dopo questo successo ottenne di essere destinato a Liegi dove ebbe il non facile compito di detronizzare il principe-vescovo locale, Giuseppe Clemente di Baviera, per essersi alleato con la Francia contro l'Austria, e guidò la formazione di un nuovo governo. Nel 1704, concluse il cosiddetto "Trattato di Evacuazione Imperiale" con l'elettore di Baviera dopo la grande vittoria nella Battaglia di Blenheim.

### Cancelliere di Corte

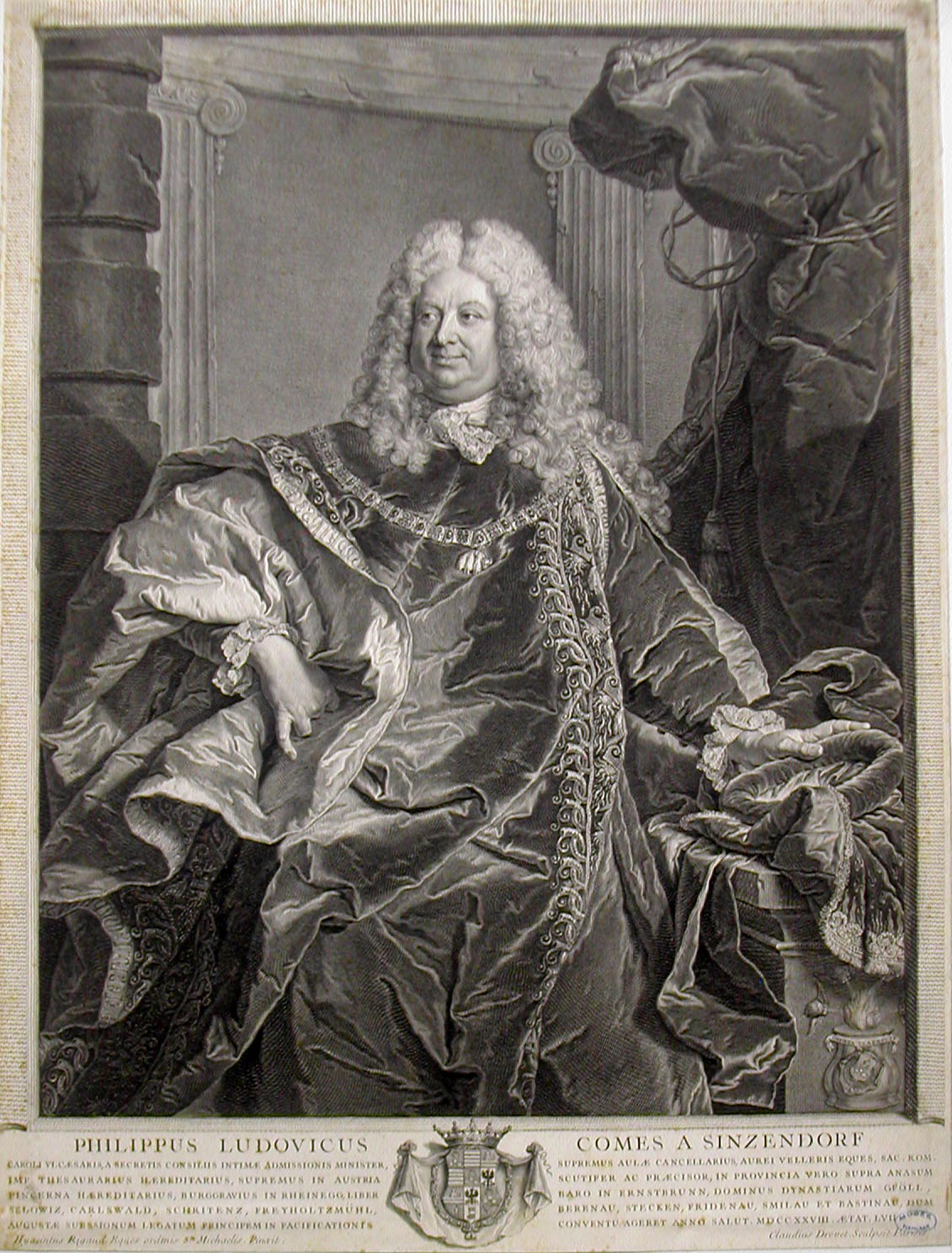
Philipp Ludwig Wenzel von Sinzendorf in una stampa dell'epoca derivata dal dipinto di Rigaud

Dopo la morte dell'imperatore Leopoldo, il conte di Sinzendorf ottenne il favore dell'amico Giuseppe I, che nel 1705 lo creò Cancelliere di Corte (Obersthofkanzler). Fu inoltre protettore dell'Accademia Imperiale delle Arti. Fu una figura centrale della corte austriaca per decenni, in particolar modo nella gestione della politica estera dell'Impero asburgico. Nel 1706 negoziò a Le Hague con John Churchill, I duca di Marlborough ed i rappresentanti dei Paesi Bassi. Affiancato da Eugenio di Savoia nel 1709 fu negoziatore nella pace preliminare che però fallì per le eccessive richieste avanzate proprio da von Sinzendorf.
L'imperatore lo ricompensò per il suo servizio con feudi a Hals e Schärding, in Baviera. Sorpreso dalla notizia della morte improvvisa dell'imperatore mentre si trovava a Le Hague, immediatamente si portò a Francoforte sul Meno per l'elezione di Carlo VI a imperatore del Sacro Romano Impero. Dopo l'elezione, Carlo VI lo confermò al suo incarico, gli consentì di accompagnarlo all'incoronazione a Francoforte e lo creò cavaliere dell'Ordine del Toson d'oro.
Nei negoziati del Trattato di Utrecht, von Sinzendorf si schierò ancora una volta col principe Eugenio e tentò ancora una volta di persuadere i suoi alleati a continuare la guerra, ma invano. Tornato a Vienna, venne nominato Ministro del Consiglio Privato, divenendo così da quel momento non solo responsabile delle relazioni estere dell'impero, ma anche della politica interna. Dal 1721 fu inoltre direttore della Privilegiata Compagnia Orientale Imperiale (Kaiserliche privilegierte orientalische Kompagnie). Al Congresso di Soissons alla fine della Guerra anglo-spagnola, aprì ufficialmente i negoziati diplomatici. Entrò in contatto col cardinale e uomo di stato francese André-Hercule de Fleury, ma non riuscendo nel proprio intento diplomatico fece ritorno a Vienna. Nei negoziati con i protestanti d'Ungheria, presenziò nel 1734 come unico laico alla riunione indetta allo scopo. 

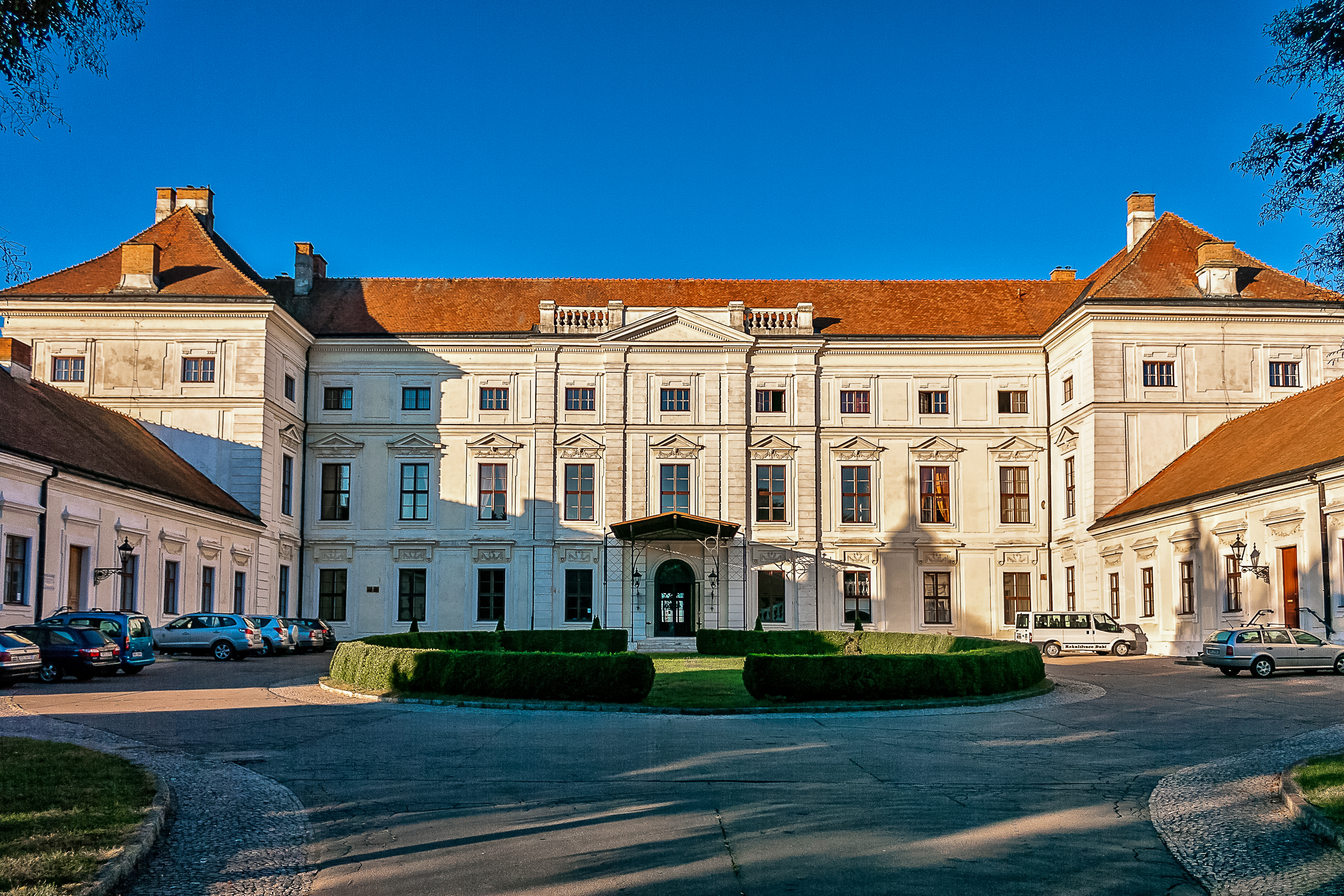
Il castello di Seelowitz, fatto costruire da Philipp Ludwig Wenzel von Sinzendorf su progetto di Joseph Emanuel Fischer von Erlach.

Dal 1722 al 1728 impegnò il noto architetto austriaco Joseph Emanuel Fischer von Erlach per la realizzazione del suo castello barocco a Seelowitz.
Fu fervido sostenitore del matrimonio tra Maria Teresa d'Austria e Francesco Stefano di Lorena, nella speranza di poterne beneficiare personalmente. Dopo la Guerra di Successione polacca, von Sinzendorf guidò i negoziati di pace per la parte austriaca, giungendo poi al Trattato di Vienna (1738). La sconfitta delle truppe imperiali nella Guerra austro-russo-turca lo spinse a consigliare l'imperatore a propendere per una pronta pace.
Dopo la morte dell'imperatore, supportò Maria Teresa nei suoi diritti ereditari. Anche nei primi anni della Guerra di Successione austriaca rimase al servizio dell'imperatrice con fedeltà.
Morì a Vienna nel 1742.

## Matrimonio e figli
Nel 1696 sposò la contessa Rosina Katharina von Waldstein, dalla quale ebbe quattro figli tra cui:
- Johann Wilhelm Edmund (1697-1766), politico e diplomatico, sposò Bianca Maria Sforza di Caravaggio, erede del marchesato di Caravaggio
- Philipp Ludwig (1699-1747), cardinale.
- Joseph Bernhard, canonico di Passau.
- Octavian Karl Nikolaus (1702-1767), cavaliere dell'Ordine di Malta, Commendatore di Klein-Oels e Miecholup e Gran Priore dell'Ungheria.[1]

## Ascendenza
|                                                                             |                                                  |                                                    | Genitori                                              |  |  | Nonni |  |  | Bisnonni                          |  |  | Trisnonni               |  |
|                                                                             |                                                  |                                                    |                                                       |  |  |       |  |  | Pilgram il Vecchio von Sinzendorf |  |  | Reinprecht Sinzendorfer |  |
|                                                                             |                                                  |                                                    |                                                       |  |  |       |  |  | Pilgram il Vecchio von Sinzendorf |  |  | Reinprecht Sinzendorfer |  |
|                                                                             |                                                  | Margareta von Scheliha                             |                                                       |  |  |       |  |  | Pilgram il Vecchio von Sinzendorf |  |  |                         |  |
| Pilgram il Giovane barone von Sinzendorf                                    |                                                  |                                                    |                                                       |  |  |       |  |  | Pilgram il Vecchio von Sinzendorf |  |  |                         |  |
|                                                                             |                                                  | Mechtildis Geymann                                 |                                                       |  |  |       |  |  |                                   |  |  |                         |  |
|                                                                             |                                                  |                                                    |                                                       |  |  |       |  |  |                                   |  |  |                         |  |
|                                                                             |                                                  |                                                    |                                                       |  |  |       |  |  |                                   |  |  |                         |  |
| Georg Ludwig von barone Sinzendorf, conte von Neuburg                       |                                                  |                                                    |                                                       |  |  |       |  |  |                                   |  |  |                         |  |
|                                                                             |                                                  | Johann Friedrich barone von und zu Trauttmansdorff | David von Trauttmansdorff                             |  |  |       |  |  |                                   |  |  |                         |  |
|                                                                             |                                                  | Johann Friedrich barone von und zu Trauttmansdorff | David von Trauttmansdorff                             |  |  |       |  |  |                                   |  |  |                         |  |
|                                                                             |                                                  | Johann Friedrich barone von und zu Trauttmansdorff | Amalie von Lappitz                                    |  |  |       |  |  |                                   |  |  |                         |  |
| Susanna baronessa von Trauttmansdorff                                       |                                                  | Johann Friedrich barone von und zu Trauttmansdorff |                                                       |  |  |       |  |  |                                   |  |  |                         |  |
|                                                                             |                                                  | Eva von Trauttmansdorff                            | Medard von Trauttmansdorff                            |  |  |       |  |  |                                   |  |  |                         |  |
|                                                                             |                                                  | Eva von Trauttmansdorff                            | Medard von Trauttmansdorff                            |  |  |       |  |  |                                   |  |  |                         |  |
|                                                                             |                                                  | Eva von Trauttmansdorff                            | Anna von Lindeck                                      |  |  |       |  |  |                                   |  |  |                         |  |
| Philipp Ludwig Wenzel conte von Sinzendorf-Neuburg                          |                                                  | Eva von Trauttmansdorff                            |                                                       |  |  |       |  |  |                                   |  |  |                         |  |
|                                                                             | Alessandro duca di Schleswig-Holstein-Sonderburg | Giovanni duca di Schleswig-Holstein-Sonderburg     |                                                       |  |  |       |  |  |                                   |  |  |                         |  |
|                                                                             | Alessandro duca di Schleswig-Holstein-Sonderburg | Giovanni duca di Schleswig-Holstein-Sonderburg     |                                                       |  |  |       |  |  |                                   |  |  |                         |  |
|                                                                             | Alessandro duca di Schleswig-Holstein-Sonderburg | Elisabetta di Brunswick-Grubenhagen                |                                                       |  |  |       |  |  |                                   |  |  |                         |  |
| Filippo Luigi duca di Schleswig-Holstein-Sonderburg-Wiesenburg              | Alessandro duca di Schleswig-Holstein-Sonderburg |                                                    |                                                       |  |  |       |  |  |                                   |  |  |                         |  |
|                                                                             |                                                  | Dorotea contessa di Schwarzburg-Sondershausen      | Giovanni Günther I Conte di Schwarzburg-Sondershausen |  |  |       |  |  |                                   |  |  |                         |  |
|                                                                             |                                                  | Dorotea contessa di Schwarzburg-Sondershausen      | Giovanni Günther I Conte di Schwarzburg-Sondershausen |  |  |       |  |  |                                   |  |  |                         |  |
|                                                                             |                                                  | Dorotea contessa di Schwarzburg-Sondershausen      | Anna di Oldenburg                                     |  |  |       |  |  |                                   |  |  |                         |  |
| Dorothea Elisabeth principessa von Schleswig-Holstein-Sonderburg-Wiesenburg |                                                  | Dorotea contessa di Schwarzburg-Sondershausen      |                                                       |  |  |       |  |  |                                   |  |  |                         |  |
|                                                                             |                                                  | Cristiano conte di Waldeck-Wildungen               | Giosia I di Waldeck-Eisenberg                         |  |  |       |  |  |                                   |  |  |                         |  |
|                                                                             |                                                  | Cristiano conte di Waldeck-Wildungen               | Giosia I di Waldeck-Eisenberg                         |  |  |       |  |  |                                   |  |  |                         |  |
|                                                                             |                                                  | Cristiano conte di Waldeck-Wildungen               | Maria di Barby-Mühlingen                              |  |  |       |  |  |                                   |  |  |                         |  |
| Caterina contessa di Waldeck-Wildungen                                      |                                                  | Cristiano conte di Waldeck-Wildungen               |                                                       |  |  |       |  |  |                                   |  |  |                         |  |
|                                                                             |                                                  | Elisabetta contessa di Nassau-Siegen               | Giovanni VII di Nassau-Siegen                         |  |  |       |  |  |                                   |  |  |                         |  |
|                                                                             |                                                  | Elisabetta contessa di Nassau-Siegen               | Giovanni VII di Nassau-Siegen                         |  |  |       |  |  |                                   |  |  |                         |  |
|                                                                             |                                                  | Elisabetta contessa di Nassau-Siegen               | Maddalena di Waldeck                                  |  |  |       |  |  |                                   |  |  |                         |  |
|                                                                             |                                                  | Elisabetta contessa di Nassau-Siegen               |                                                       |  |  |       |  |  |                                   |  |  |                         |  |